# Tomáš Poštulka
Tomáš Poštulka (né le 2 février 1974 à Prague) est un ancien footballeur tchèque. Il évoluait au poste de gardien de but.
Il a été sélectionné à sept reprises avec l'équipe de Tchéquie.
Il est depuis 2012 l'entraîneur des gardiens du 1.FK Příbram.

## Carrière
| Saison      | Club              | Pays            | Championnat | Championnat | Championnat | Championnat  | Championnat  | Coupe d'Europe | Coupe d'Europe | Coupe d'Europe |
| Saison      | Club              | Pays            | Division    | Matchs      | Buts        | Cartons      | Cartons      | Type           | Matchs         | Buts           |
| Saison      | Club              | Pays            | Division    | Matchs      | Buts        | Carton jaune | Carton rouge | Type           | Matchs         | Buts           |
| ----------- | ----------------- | --------------- | ----------- | ----------- | ----------- | ------------ | ------------ | -------------- | -------------- | -------------- |
| 1991 - 1992 | AD Carmelita      | Costa Rica      | 1           | 2           | 0           | 0            | 0            | -              | -              | -              |
| 1992 - 1993 | Dukla Prague      | Tchécoslovaquie | 1           | 0           | 0           | 0            | 0            | -              | -              | -              |
| 1993 - 1994 | Dukla Prague      | Tchéquie        | 1           | 2           | 0           | 0            | 0            | -              | -              | -              |
| 1993 - 1994 | Petra Drnovice    | Tchéquie        | 1           | 14          | 0           | 0            | 0            | -              | -              | -              |
| 1994 - 1995 | SK Hradec Králové | Tchéquie        | 1           | 21          | 0           | 0            | 0            | -              | -              | -              |
| 1995 - 1996 | SK Hradec Králové | Tchéquie        | 1           | 14          | 0           | 0            | 0            | -              | -              | -              |
| 1996 - 1997 | SK Hradec Králové | Tchéquie        | 1           | 15          | 0           | 0            | 0            | -              | -              | -              |
| 1996 - 1997 | Sparta Prague     | Tchéquie        | 1           | 1           | 0           | 0            | 0            | -              | -              | -              |
| 1997 - 1998 | Sparta Prague     | Tchéquie        | 1           | 28          | 0           | 0            | 0            | C1             | 8              | 0              |
| 1998 - 1999 | Sparta Prague     | Tchéquie        | 1           | 12          | 0           | 0            | 0            | C1+C3          | 3              | 0              |
| 1999 - 2000 | Sparta Prague     | Tchéquie        | 1           | 17          | 0           | 0            | 0            | C1             | 8              | 0              |
| 2000 - 2001 | Sparta Prague     | Tchéquie        | 1           | 14          | 0           | 0            | 0            | C1             | 7              | 0              |
| 2001 - 2002 | FK Teplice        | Tchéquie        | 1           | 23          | 0           | 0            | 0            | -              | -              | -              |
| 2002 - 2003 | FK Teplice        | Tchéquie        | 1           | 28          | 0           | 0            | 0            | -              | -              | -              |
| 2003 - 2004 | FK Teplice        | Tchéquie        | 1           | 24          | 0           | 0            | 0            | C3             | 4              | 0              |
| 2004 - 2005 | FK Teplice        | Tchéquie        | 1           | 29          | 0           | 0            | 0            | -              | -              | -              |
| 2005 - 2006 | FK Teplice        | Tchéquie        | 1           | 30          | 0           | 0            | 0            | C3             | 1              | 0              |
| 2006 - 2007 | FK Teplice        | Tchéquie        | 1           | 15          | 0           | 0            | 0            | -              | -              | -              |
| 2006 - 2007 | Sparta Prague     | Tchéquie        | 1           | 1           | 0           | 0            | 0            | -              | -              | -              |
| 2007 - 2008 | Sparta Prague     | Tchéquie        | 1           | 11          | 0           | 1            | 0            | C1+C3          | 5              | 0              |
| 2008 - 2009 | Viktoria Plzeň    | Tchéquie        | 1           | 10          | 0           | 0            | 0            | -              | -              | -              |
| 2009 - 2010 | Zenit Čáslav      | Tchéquie        | 2           | 8           | 0           | 0            | 0            | -              | -              | -              |

## Sélections
- 7 sélections en équipe de Tchéquie lors de l'année 1998
- 7 sélections en équipe de Tchéquie espoirs entre 1994 et 1996

## Palmarès
- 5  Championnats de Tchéquie :
  - Sparta Prague : 1998, 1999, 2000, 2001 et 2007

- 4  Coupes de Tchéquie :
  - Sparta Prague : 2007 et 2008
  - FK Teplice : 2003
  - SK Hradec Králové : 1995